# Hosea Ballou

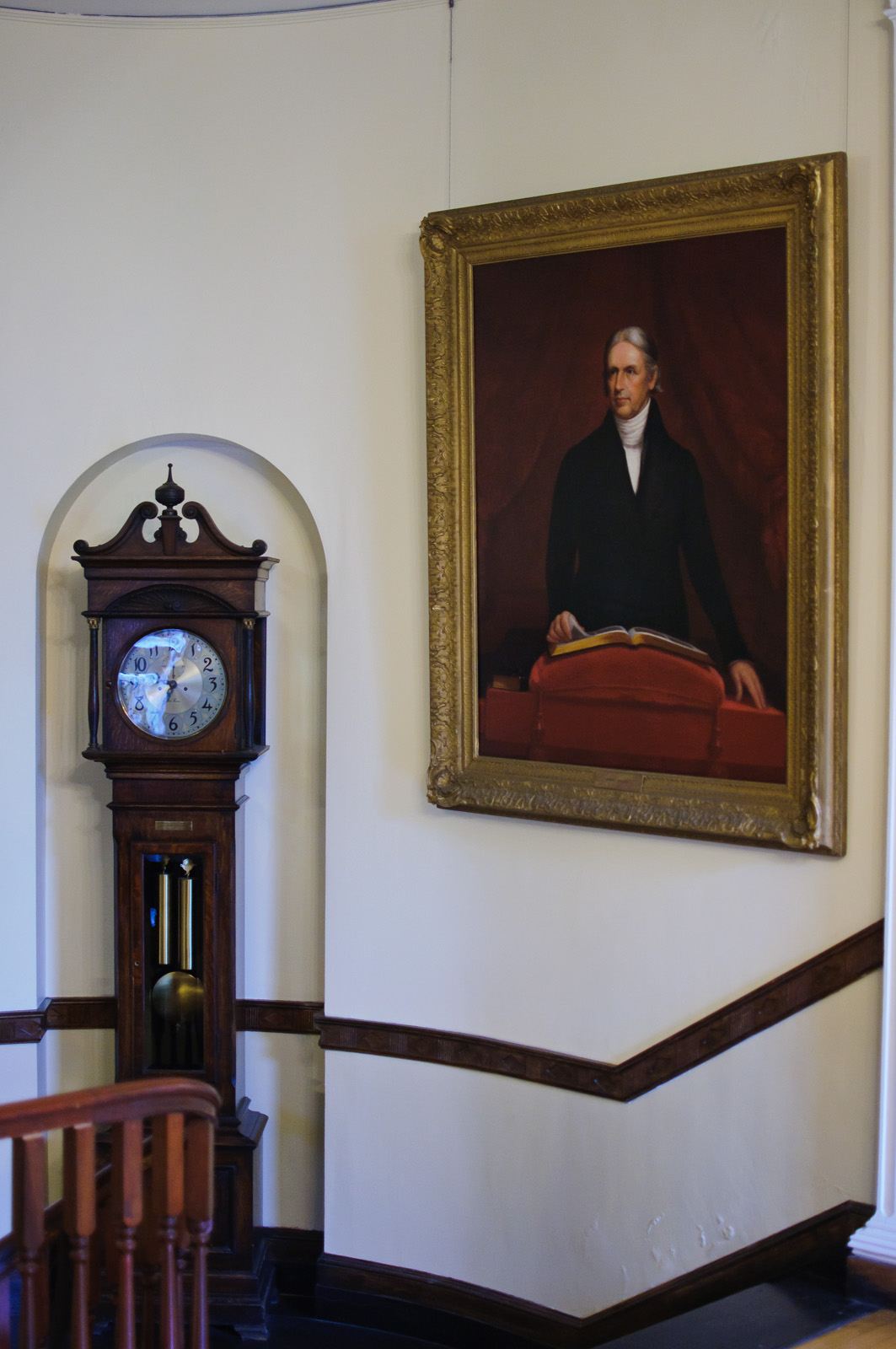
Porträt von Hosea Ballou im Hauptsitz der Unitarian Universalist Association in Boston

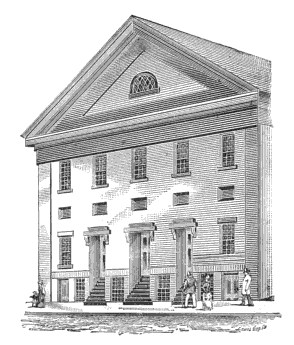
Zeichnung der 1817 gebauten Second Universalist Church in Boston, an der Ballou bis zu seinem Tod als Prediger wirkte

Hosea Ballou (* 30. April 1771 in Richmond, New Hampshire Colony; † 7. Juni 1852 in Boston) war ein US-amerikanischer Theologe und Autor. Ballou wird als einer der prägenden Figuren des frühen nordamerikanischen Universalismus angesehen.

## Leben und Wirken
Ballou wurde 1771 als elftes Kind von Maturin und Lydia Ballou in Richmond in New Hampshire geboren. Seine Familie hatte hugenottisch-normannische Wurzeln. Sein Vater war Prediger in einer calvinistisch geprägten Baptistengemeinde. Seine Mutter Lydia starb, als er erst zwei Jahre alt war. In seinen Jugendjahren verstand sich Ballou wie sein Vater auch als Baptist. Dies änderte sich jedoch, als Ballou Predigten des universalistischen Predigers Caleb Rich beiwohnte. 1789 konvertierte Ballou schließlich zum Universalismus und war zwischen 1801 und 1817 an verschiedenen Orten der Mittelatlantikstaaten als Prediger tätig, so unter anderem in Portsmouth in New Hampshire (1807 bis 1815) und in Salem in Massachusetts (1815 bis 1817). Im Jahr 1817 wurde er Pfarrer der zweiten universalistischen Gemeinde zu Boston (Second Universalist Church), wo er bis zu seinem Tode 1852 wirkte.
Ballou war neben seiner theologischen Arbeit auch journalistisch tätig. Er gründete und edierte unter anderem The Universalist Magazine (von 1819) und The Universalist Expositor (von 1831, später in The Universalist Quarterly Review umbenannt). Er schrieb über 10.000 Predigten und verfasste eine Reihe von Kirchenliedern, Essays und polemischen theologischen Schriften. Sein Buch A Treatise on Atonement (deutsch: Eine Abhandlung über die Sühne), in dem er antitrinitarisch-unitarische Positionen vertrat, übte noch Jahre später großen Einfluss auf die universalistische Bewegung aus. Ballou wird auch oft zusammen mit John Murray als Mitbegründer des amerikanischen Universalismus bezeichnet. Anders als Murray war Ballou anti-calvinistisch orientiert und lehnte sowohl legalistische als auch trinitarische Vorstellungen ab, was ihm auch die Umschreibung als Ultra-Universalist einbrachte. Ballou war verheiratet mit Ruth Washburn, einer seiner Kinder (Maturin Murray Ballou) war später als bekannter Zeitungsverleger tätig.